# Christy Opara-Thompson
Christy Opara-Thompson (sinh ngày 24 tháng 12 năm 1971) là một vận động viên người Nigeria, thi đấu chủ yếu ở nội dung 100 mét. Cô từng thi đấu cho Nigeria trong Thế vận hội Mùa hè 1992 được tổ chức tại Barcelona, Tây Ban Nha, nơi cô đã giành huy chương đồng ở nội dung 4 x 100 mét với các đồng đội Beatrice Utondu, Faith Idehen và Mary Onyali.

## Giải đấu quốc tế
| Năm                  | Giải đấu             | Địa điểm             | Thứ hạng             | Nội dung             | Chú thích            |
| Representing Nigeria | Representing Nigeria | Representing Nigeria | Representing Nigeria | Representing Nigeria | Representing Nigeria |
| -------------------- | -------------------- | -------------------- | -------------------- | -------------------- | -------------------- |
| 1992                 | Olympic Games        | Barcelona, Spain     | 3rd                  | 4 × 100 m relay      | 42.81 s              |
| 1994                 | Commonwealth Games   | Victoria, Canada     | 2nd                  | 100 m                | 11.22 s              |
| 1994                 | Commonwealth Games   | Victoria, Canada     | 3rd                  | Long jump            | 6.72 m               |
| 1994                 | Commonwealth Games   | Victoria, Canada     | 1st                  | 4 × 100 m relay      | 42.99 s              |